# Мошница (приток Жаберки)
Мошница, Мощница, устар. Мотница — река в Тверской области России, в бассейне Западной Двины. Длина реки составляет 14,7 км.

## География
Протекает по территории Андреапольского муниципального района.
Берёт начало в 1,2 км к северо-западу от деревни Абаканово. Течёт сначала на северо-восток, после урочища Ольховатка — на юго-восток. Ширина реки в нижнем течении до 7 метров, глубина до 2 метров. Сливаясь с Русановкой, образует Жаберку, приток Западной Двины.
Населённых пунктов на берегу реки нет.

## Притоки
Справа в Мошницу впадает река Горбовка (длина около 3 км).